# Marilyn Monroe filmes szerepei és díjai

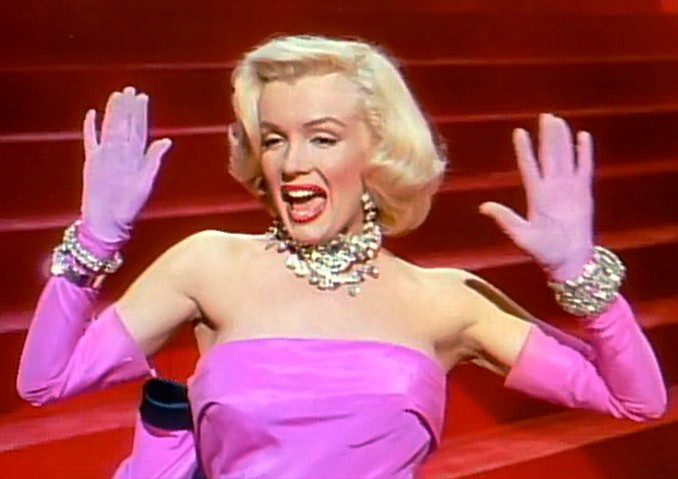
Monroe mint Lorelei Lee a Szőkék előnyben című filmben. (1953)

Marilyn Monroe filmes szerepei és díjai lista tartalmazza tizenöt éves színésznői pályafutása során játszott szerepeit és a különböző díjakra történt jelöléseit, valamint azokat amelyeket megnyert. Marilyn Monroe (1926–1962) egykori amerikai színésznő élete és pályafutása során 29 filmszerepben tűnt fel 1946 és 1961 között. Miután befejezte rövid modellkarrierjét, először rövid távú szerződést kötött a 20th Century Fox, majd később a Columbia Pictures filmstúdióval. Első szerepei kisebb megjelenések voltak a két nagy sikerű filmben, az Aszfaltdzsungelben és a Mindent Évárólban, 1950-ben. Utóbbi filmben Claudia Casswell szerepét alakította, ekkor tündökölve először a „buta szőke” szerepkörében. Életrajzírója, Margot A. Henriksen (American National Biography), állítása szerint ez a sztereotípia egész karrierje során bántotta Monroe-t.
A nagy áttörés 1953-ban következett be, mikor szerepet kapott a Niagara, a Szőkék előnyben és a Hogyan fogjunk milliomost? című alkotásokban. Sarah Churchwell szerint, aki szintén az életrajzírója volt, ettől kezdve a – tudat alatti, semmint tudatos – szexualitás Monroe védjegye lett, és a színésznő lett az egyik leghíresebb és legnépszerűbb ember Amerikában. 1955-ben jelent meg a Hétévi vágyakozás, amelyben az általa megszemélyesített karakter szomszéd férjek vágyainak netovábbjává válik. Az egyik jelenetben a metrómegállóban az érkező szerelvény miatt keletkezett nagyobb szellő fellibbenti fehér szoknyáját, ami filmes karrierjének talán leghíresebb jelenete lett és maradt mind a mai napig.
1956-ban megalapította saját cégét, a Marilyn Monroe Productionst, majd előrukkolt egy teljesen független alkotással, az A herceg és a színésznővel. Ezt követően feltűnt még a Van, aki forrón szeretiben és a Misfitsben. A Valamit adni kell című film forgatását fel kellett függeszteni 1962 júniusában, majd a mű befejezetlen maradt miután Marilyn Monroe augusztus 5-én meghalt. Bár alig egy évtizedig volt a legjobban fizetett színésznők egyike, filmjei 200 millió dollár bevételt termeltek váratlan haláláig.
Monroe-t pályafutása során számos díjra jelölték, illetve számos díjat nyert el. 1951-ben a legjobb fiatal filmes személyiségnek járó Henrietta-díjat, 1953-ban a World Film Favorite díjat vehette át. 1958-ban, a A herceg és a színésznőben nyújtott alakításáért megkapta a César-díjat és a David di Donatello-díjat is. 1960-ban csillagot kapott a Hollywood Walk of Fame-en, majd 1995-ben a Palm Springs Walk of Stars-on. 1999-ben az American Film Institute rangsorában a 6. helyen végzett a 100 év 100 filmes híresség elnevezésű listán. Halála óta is az egyik legnagyobb amerikai ikon a popkultúrában.

## Filmográfia
- Veszélyes évek (Dangerous Years) (1947)
- Scudda Hoo! Scudda Hay! (1948)
- A kóristalányok (Ladies of the Chorus) (1948)
- A szerelem bolondja (Love Happy) (1949)
- Belépő a csatabárdhoz (A Ticket to Tomahawk) (1950)
- Aszfaltdzsungel (The Asphalt Jungle) (1950)
- Mindent Éváról (All About Eve) (1950)
- A tűzgolyó (The Fireball) (1950)
- Right Cross (1951)
- Szülővárosi történet (Home Town Story) (1951)
- Annyi idős vagy, amennyinek érzed magad (As Young as You Feel) (1951)
- Love Nest (1951)
- Csináljuk törvényesen (Let's Make It Legal) (1951)
- Éjszakai összecsapás (Clash by Night) (1952)
- Nem vagyunk házasok (We're Not Married!) (1952)
- Ne is kopogtass! (Don't Bother to Knock) (1952)
- Gyanús dolog (Monkey Business) (1952)
- O. Henry meséi (O. Henry's Full House) (1952)
- Niagara (1953)
- Szőkék előnyben (Gentlemen Prefer Blondes) (1953)
- Hogyan fogjunk milliomost? (How to Marry a Millionaire) (1953)
- A folyó, ahonnan nincs visszatérés (River of No Return) (1954)
- Páratlan biznisz a színházi biznisz (There's No Business Like Show Business) (1954)
- Hétévi vágyakozás (The Seven Year Itch) (1955)
- Buszmegálló (Bus Stop) (1956)
- A herceg és a színésznő (The Prince and the Showgirl) (1957)
- Van, aki forrón szereti (Some Like It Hot) (1959)
- Szeressünk! (Let's Make Love) (1960)
- Kallódó emberek (The Misfits) (1961)
- Valamit adni kell (Something's Got to Give) (1962, befejezetlen)

## Díjai és jelölései

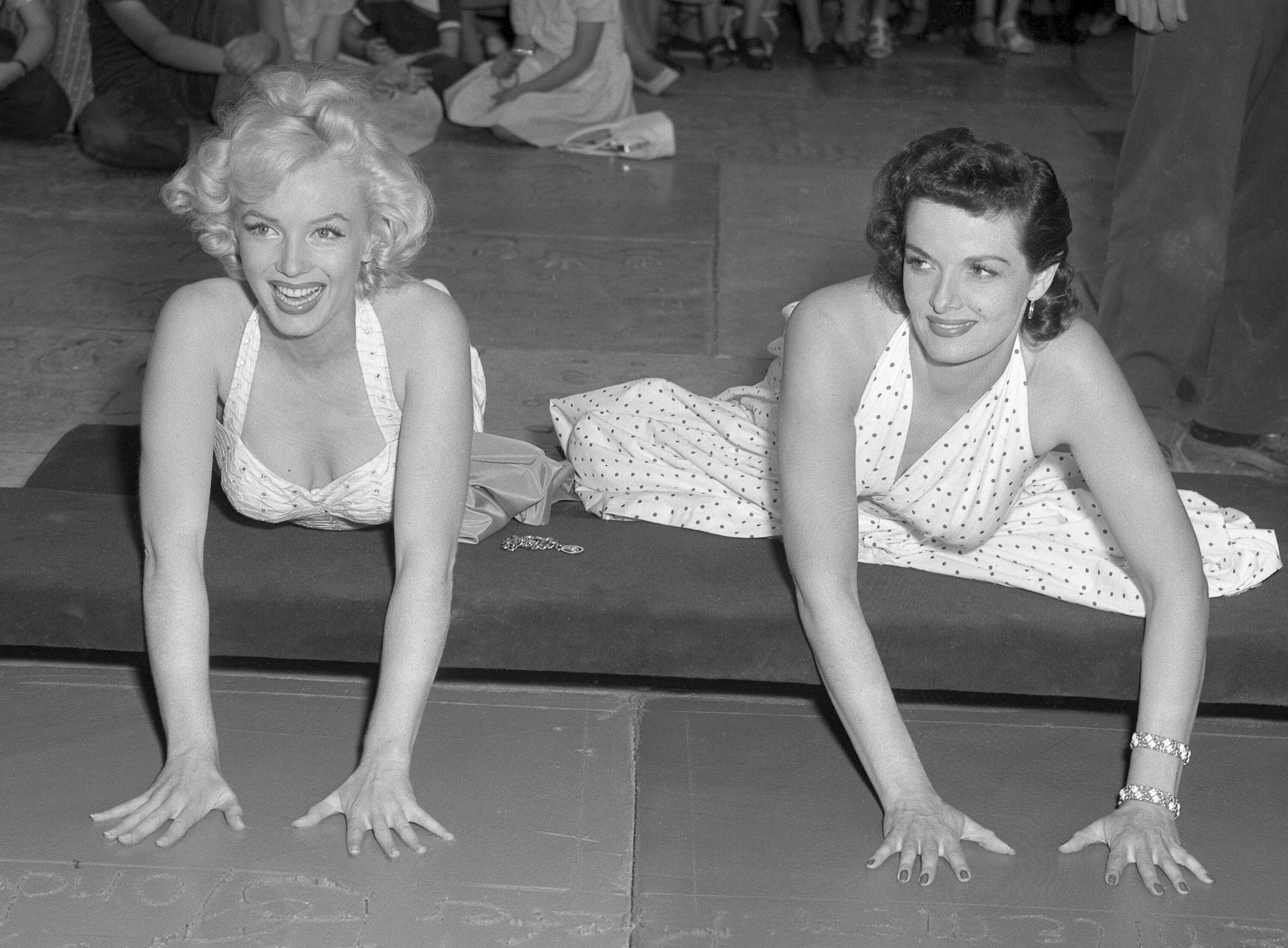
Monroe és Jane Russell a Grauman’s Chinese Theatre-ben

| Év   | Díj                                                      | Film                                          | Kategória                                                | Eredmény      | Ref.   |
| ---- | -------------------------------------------------------- | --------------------------------------------- | -------------------------------------------------------- | ------------- | ------ |
| 1951 | Golden Globe-díj - Henrietta-díj a filmvilág kedvencének | –                                             | Az év fiatal személyisége                                | Elnyerte      | [ 9 ]  |
| 1952 | A Photoplay filmmagazin díja                             | –                                             | 1952 leggyorsabban feltörekvő csillaga                   | Elnyerte      | [ 16 ] |
| 1952 | A Look American Magazine díja                            | –                                             | 1952 legígéretesebb új női szereplője                    | Elnyerte      | [ 17 ] |
| 1953 | Golden Globe-díj - Henrietta-díj a filmvilág kedvencének | –                                             | World Film Kedvenc: Nők kategória                        | Elnyerte      | [ 10 ] |
| 1953 | A Photoplay filmmagazin díja                             | –                                             | A legnépszerűbb női csillag                              | Elnyerte      | [ 18 ] |
| 1954 | A Photoplay filmmagazin díja                             | Szőkék előnyben és Hogyan fogjunk milliomost? | Legjobb színésznő                                        | Elnyerte      | [ 19 ] |
| 1956 | BAFTA-díj                                                | Hétévi vágyakozás                             | Legjobb külföldi színésznő                               | Jelölve       | [ 20 ] |
| 1956 | Golden Globe-díj                                         | Buszmegálló                                   | A legjobb filmszínésznő - musical és vígjáték kategória  | Jelölve       | [ 10 ] |
| 1958 | BAFTA-díj                                                | A herceg és a színésznő                       | Legjobb külföldi színésznő                               | Jelölve       | [ 21 ] |
| 1958 | David di Donatello-díj                                   | A herceg és a színésznő                       | Legjobb külföldi színésznő                               | Elnyerte      | [ 11 ] |
| 1959 | César-díj                                                | A herceg és a színésznő                       | Legjobb külföldi színésznő                               | Elnyerte      | [ 12 ] |
| 1959 | Amerikai Forgatókönyvírók Céhének díja - Laurel díj      | A herceg és a színésznő                       | A legjobb női teljesítmény - vígjáték                    | Negyedik hely | [ 12 ] |
| 1960 | Golden Globe-díj                                         | Van, aki forrón szereti                       | A legjobb filmszínésznő - musical és vígjáték kategótria | Elnyerte      | [ 10 ] |
| 1960 | Amerikai Forgatókönyvírók Céhének díja - Laurel díj      | Van, aki forrón szereti                       | A legjobb női teljesítmény - vígjáték                    | Második hely  | [ 22 ] |
| 1962 | Golden Globe-díj - Henrietta-díj a filmvilág kedvencének | –                                             | World Film Kedvenc: Nők kategória                        | Elnyerte      | [ 10 ] |

## Fordítás
- Ez a szócikk részben vagy egészben  a   Marilyn Monroe performances and awards című angol Wikipédia-szócikk ezen változatának fordításán alapul.  Az eredeti cikk szerkesztőit annak laptörténete sorolja fel. Ez a jelzés csupán a megfogalmazás eredetét és a szerzői jogokat jelzi, nem szolgál a cikkben szereplő információk forrásmegjelöléseként.